# Freaks (Marillion)
Freaks is een nummer van de Britse rockband Marillion uit 1988, afkomstig van hun livealbum The Thieving Magpie.

## Achtergrondinformatie
"Freaks" gaat over individualiteit en steekt mensen die 'anders' zijn een hart onder de riem. Omdat deze mensen afwijken van de maatschappelijke normen, worden ze vaak voor gek verklaard. De tekst vraagt om begrip voor en acceptatie van deze mensen, en draagt uit dat het niet erg is om anders te zijn. Ook heeft het als boodschap om je eigen uniciteit te omarmen en anderen niet te beoordelen op hun uiterlijk, denkwijze of levensstijl.
Het nummer verscheen in 1985 als B-kant van Lavender. In november 1988, een maand na het vertrek van leadzanger Fish, werd "Freaks" in een live-uitvoering op single uitgebracht. Het was de laatste single van Marillion met Fish. Ook was het de laatste Marillion-single waarvan Mark Wilkinson de illustratie op de hoes verzorgde. De plaat werd een bescheiden hit in het Verenigd Koninkrijk, waar het de 24e positie bereikte. In Nederland flopte het echter met een 84e positie in de Single Top 100.

## Tracklijst
- 7"

1. "Freaks" (live) — 4:12
2. "Kayleigh" (live) — 4:08

- 12"

1. "Freaks" (live) — 4:12
2. "Kayleigh" (live) — 4:08
3. "Childhoods End?" (live) — 3:10
4. "White Feather" (live) — 4:00

- Cd-single

1. "Freaks" (live) — 4:12
2. "Kayleigh" (live) — 4:08
3. "Childhoods End?" (live) — 3:10
4. "White Feather" (live) — 4:00